# Občina Kobilje
Občina Kobilje je ena od občin v Republiki Sloveniji na ravenskem delu Prekmurja.

## Naselja v občini
Kobilje

## Grb občine Kobilje
Grb predstavlja v modrem ščitu srebrno obrobljen zeleni list vaškega drevesa brek. Les tega drevesa je cenjen za izdelavo finega pohištva. Stiliziran list breka, ki je zelene barve, se nahaja na osrednjem delu ščita.
Grb je v uporabi od 30. marca 2004.